# 152
152 је била преступна година.

## Догађаји
- Конзули Маније Ацилије Глабрион и Гнеј Корнелије Север. Конзул-суфект Марк Валерије Гомул.
- Кинески cар Сјао-хуан склопио је мир са Сјонгнуима.

## Смрти
- Маркијан Александријски